# Amor, Palavra Prostituta
Amor, Palavra Prostituta é um filme brasileiro de 1982, do gênero drama, dirigido por Carlos Reichenbach.

## Sinopse
Professor desempregado sobrevive graças ao trabalho de sua mulher. Numa reunião de fim de semana com amigos (um deles um ex-aluno), começam a discutir política, até que encontram um cadáver.
Por problemas com a censura da ditadura, o filme foi mutilado, e a única cópia sem cortes encontra-se na França. Reichenbach não deixa exibir a cópia mutilada.

## Elenco
- Orlando Parolini	 ... 	Fernando
- Patrícia Scalvi	... 	Rita
- Roberto Miranda	... 	Luiz Carlos
- Alvamar Taddei	... 	Lilita
- Benjamin Cattan	... 	Bóris
- Liana Duval	... 	Vanda
- Zaira Bueno	... 	Berenice
- Rita Hadich
- Wilson Sampson
- Vânia Buchioni
- Maurice Legeard
- Luiz Castellini
- Isa Kopelman
- Michel Cohen
- Eder Mazzini
- Gilson Motta

## Prêmios e indicações
Troféu APCA (1983)
- Vencedor na categoria melhor ator (Roberto Miranda)[carece de fontes?]